# Ramon Luijten
Ramon Luijten (Bergen op Zoom, 3 oktober 1981) is een voormalig Nederlands voetballer die gedurende zijn carrière achtereenvolgens uitkwam voor RBC Roosendaal, FC Omniworld en FC Den Bosch.